# دخانية
بَقْص أو دُخَّانِيَّة (الاسم العلمي: Cotinus)، جنس نباتات مُزهرة من فصيلة البطمية. يضم الجنس نوعان فقط، ويرتبط ارتباطًا وثيقًا بجنس السماق.